# Blue beat

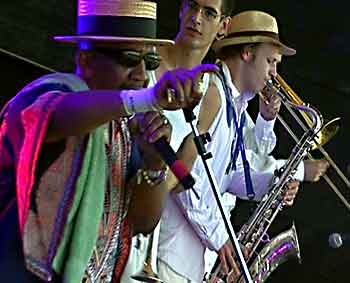
Laurel Aitken en concert.

Le blue beat (ou bluebeat) est un terme générique pour décrire tous les styles de musique pop jamaïcaine ancienne. Son nom vient du label discographique britannique Blue Beat Records, qui popularise la musique jamaïcaine de style blues (rhythm and blues ou shuffle), ska, rocksteady et reggae dans les années 1960 et les décennies suivantes au Royaume-Uni.
Le terme est généralisé à des artistes qui ne sont pas associés au label originel.

## Histoire

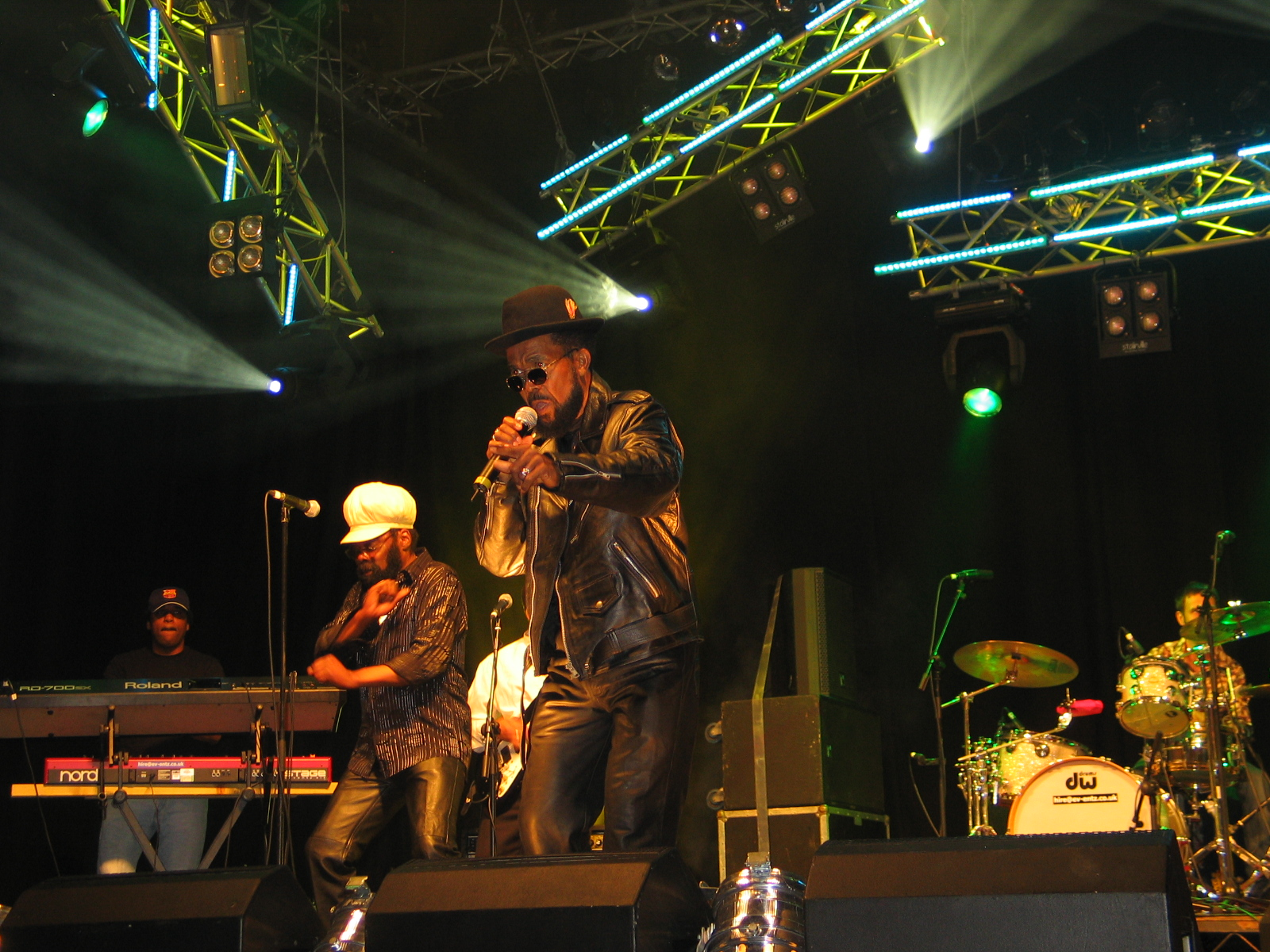
Prince Buster, Delroy Williams et The Junction Band au festival de Cardiff en 2008.

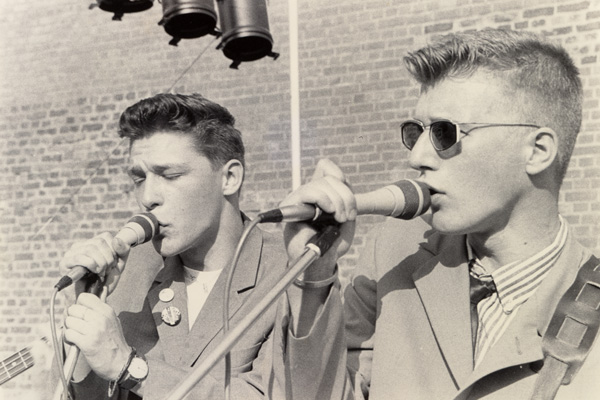
Le groupe de ska Jülich Blue Beat au festival Zitadelle Open Air de Berlin en 1987.

Melodisc Records, label fondé à Londres en 1947, se spécialise dans la diffusion de calypso et de mento et de la musique de jazz américaine importée. Il appartient à Emil E. Shalit,, qui crée Blue Beat Records en 1960 à Londres. Ce label est lancé à la suite du succès pour Melodisc du titre Lonesome Lover de Laurel Aitken, un chanteur jamaïcain né à Cuba, surnommé le Godfather of Ska (« le parrain du ska »).
Blue Beat Records publie dans les années 1960 et les décennies suivantes, plusieurs centaines de 45 tours, principalement au Royaume-Uni autour du style blues jamaïcain et le RnB sous influence américaine, qui évoluent plus tard vers le ska, puis le rocksteady. Un des titres les plus connus du label est Al Capone de Prince Buster.
Sigimund « Siggy » Jackson est nommé responsable du label par Emil Shalit. C'est lui qui choisit le nom Blue Beat qui, selon lui, est une adaptation de « It sounds like blues and it's got a great beat »(« Ça sonne comme du blues et il y a un bon rythme ») ou « Blues Beat », qui serait un terme générique pour la musique blues jamaïcaine à l'époque. Le mouvement blue beat est associé à la sous-culture mod.